# Horst Pötsch
Horst Pötsch  (* 1931 in Leipzig) ist ein ehemaliger deutscher Radsportler und DDR-Meister im Radsport.

## Sportliche Laufbahn
Pötsch war Spezialist für Kurzstreckenrennen auf der Bahn. Als Jugendfahrer konnte er 1949 vier Titel bei den Sachsen-Meisterschaften (insgesamt wurden es dann sieben) erringen. Er begann seine Laufbahn bei der BSG Stern Süd-Ost Leipzig, startete dann für die BSG Stahl LES Leipzig, ab 1952 für die BSG Rotation Leipzig-Ost. Pötsch wurde 1953 DDR-Meister im Tandemrennen mit seinem Partner Erich Mähne. 1950 war er Vize-Meister im Sprint hinter Heinz Rothmund und ebenso Zweiter im 1000-Meter-Zeitfahren. Er galt als großes Talent im Kurzstreckenbereich der DDR-Bahnfahrer und hatte auch einige Nominierungen für die Nationalmannschaft bei Länderkämpfen, konnte sich letztlich aber nicht in den Qualifikationen zu großen internationalen Wettkämpfen durchsetzen. In der Saison 1954 bestritt er Bahnrennen ohne größere Erfolge. Er nahm auf dem Tandem nochmals an den DDR-Meisterschaften teil, blieb unplatziert, danach endete seine Laufbahn.